# Hutdeckschicht

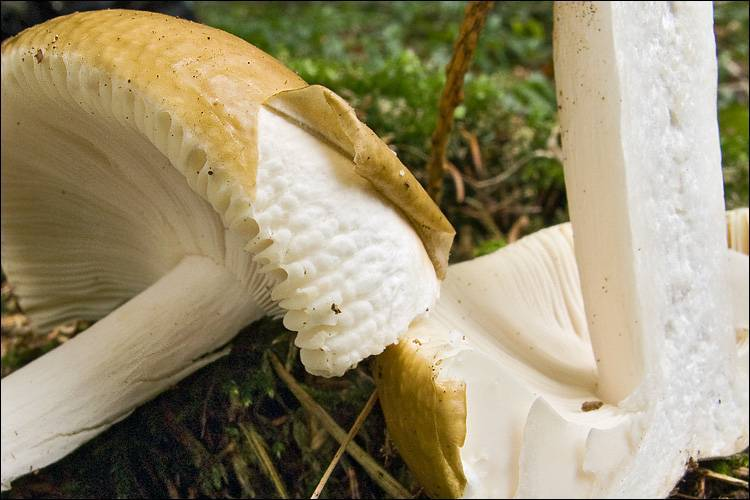
Die Huthaut oder Hutdeckschicht lässt sich bei einigen Pilzen wie hier beim Zitronen-Täubling abziehen, sie ist nicht nur bei Täublingen ein wichtiges Bestimmungsmerkmal.

Die Huthaut, in der Fachsprache Hutdeckschicht genannt, ist die oberste Hyphenschicht des Pilzhutes. Die wissenschaftliche Bezeichnung ist Pileipellis. Sie bedeckt das Hutfleisch oder Trama und schützt es vor äußeren Umwelteinflüssen. So ist die Huthaut zum Beispiel weniger wasserdurchlässig als die übrigen Teile des Fruchtkörpers. Oft wird auch der Begriff Cutis (Kutis) verwendet, besonders wenn man die makroskopischen Eigenschaften der Huthaut beschreiben möchte. Möchte man den mikroskopischen Feinbau der Hutdeckschicht beschreiben, verwendet man vorwiegend den Begriff Pileipellis.
Die Hutdeckschicht spielt auch eine Rolle bei der Identifizierung eines Pilzes, da es unterschiedliche Hutdeckschicht-Typen gibt, die sich mikroskopisch, aber auch makroskopisch unterscheiden.

## Typen

### Cutis
Die Cutis stellt gewissermaßen den Normaltyp der Hutdeckschicht dar. Die Hyphen liegen flach und parallel zur Hutoberfläche und sind dabei meist radial angeordnet. Untereinander sind sie mehr oder weniger miteinander verwoben. Makroskopisch erscheint die Huthaut in der Regel glatt.
Wenn die Hyphen kurzzellig und pseudoparenchymatisch miteinander verbunden sind, wird der Begriff epidermoide Cutis benutzt. Bei vielen Basidiomata mit einer Cutis ist zwischen dieser und der Huttrama eine Subcutis aus weniger verdichteten Hyphen ausgebildet.

### Ixocutis
Die Ixocutis ist ähnlich aufgebaut, aber hier sind die Hyphen gelifiziert. Die gallertartige Substanz, in die die Hyphen eingebettet sind, kann mit den gängigen Färbeverfahren nicht angefärbt werden. Makroskopisch erscheint die Huthaut meist schmierig, fettig oder seidig glänzend. Besonders bei Feuchtigkeit quillt sie oft schleimig auf.

### Trichoderm
Beim Trichoderm stehen die äußeren Hyphenenden senkrecht zur Hutoberfläche. Die langgestreckten, senkrecht hochwachsenden Hyphenzellen erinnern stark an aufrecht stehende Haare. Daher ist der Fachbegriff Trichoderm auch von „Tricho“ dem griechischen Wort für Haar abgeleitet. Die Hyphenzellen werden auch als trichoform oder haarartig bezeichnet. Einige dieser haarartigen Hyphen haben annähernd die gleiche Form und die gleichen chemischen Eigenschaften wie die Zystiden des Hymeniums. Sie werden daher auch als Dermato- oder Pileozystiden bezeichnet. Makroskopisch erscheint die Huthaut meist filzig oder samtig.

### Ixotrichoderm
Das Ixotrichoderm ist eine Sonderform des Trichoderm, bei dem die äußersten Hyphen gelifiziert, das heißt in eine gallertartige Matrix eingebunden sind. Makroskopisch ähnelt die Huthaut der Ixocutis.

### Hymeniderm
Die Hyphen der Hutdeckschicht sind hymeniform oder palisadisch. Die dicht gedrängt und senkrecht stehenden, kurzen, keuligen Hyphen erinnern in ihrer Anordnung an die der Basidien im Hymenium. Die Huthaut wirkt oft glimmerig oder runzelig und springt häufig felderig auf. Das Hymeniderm wird auch als Hymenoderm bezeichnet.

### Epithelium
Bei einem Epithelium sind die Hyphen der Hutdeckschicht breit, mehr oder weniger rundlich oder isodiametrisch und manchmal kettengliedartig verbunden. In dünnen Schnitten erinnert dieser Typ an das Parenchym der höheren Pflanzen. In der Huthaut sind die Hyphenzellen aber nur locker miteinander verwoben. Makroskopisch wirkt die Huthaut wie beim Hymeniderm, oft ist sie aber auch mehr glimmerig bis papierartig matt. Andere Bezeichnungen für eine Deckschicht aus runden Zellen, sind Sphaerocystoderm und Konioderm.

### Palisadoderm
Huthaut aus aufgerichteten, fädigen, mitunter apikal keulig angeschwollenen Hyphenenden.

### Tomentum
Der Begriff Tomentum wird für regellos verflochtene, in alle Richtungen orientierte, langhaarige Hutoberflächen, hauptsächlich bei Fruchtkörpern der Aphyllophoranae benutzt.

### Cortex
Der Terminus Cortex (Rinde) wird benutzt, wenn derbe, verdichtete Hyphenstrukturen krustige Oberflächen bilden. Für derbe brüchige Oberflächen benutzt man in der deutschsprachigen Literatur oft den Begriff Kruste. Auch diese Begriffe werden überwiegend für die Aphyllophoranae benutzt.

## Nicht etablierte Begriffe

### Epi-, Sub- und Hypostratum
Die Begriffe Epi-, Sub- und Hypostratum bezeichnen bei manchen Autoren deutlich geschichtete Hutbekleidungen.

### Hypoderm
Als Hypoderm wird allgemein eine Schicht unter der oberflächlichen Huthaut bezeichnet, meist als Synonym zu Subcutis.

## Epicutis und Subcutis
Ist die Hutdeckschicht mehrschichtig aufgebaut, so bezeichnet man die oberste Schicht als Epicutis (Epikutis), während man das Hyphengeflecht, das unter der Epicutis und über der Huttrama liegt, als Subcutis (Subkutis) bezeichnet. Einige Mykologen verwenden dafür lieber den Begriff Subpellis, besonders dann, wenn die darüberliegende Schicht keine Cutis ist.